# En attendant Ana
En attendant Ana est un groupe de rock français, formé en 2015.

## Historique

### Débuts
Le groupe voit le jour à Paris, en 2015, autour d'un premier noyau composé de trois filles et deux garçons passionnés de musique. C’est cependant à Bruxelles que débute réellement l’histoire d’En Attendant Ana, qui d'après eux tire son nom de la fascinante mais peu ponctuelle serveuse de leur bar belge favori.
Après une première apparition remarquée sur la première compilation du label Buddy Records, le groupe se produit pour la première fois en 2016 en cassette, toujours grâce à Buddy Records, désormais en collaboration avec Montagne Sacrée. Enregistré en une journée dans une cave des Yvelines, Songs from the Cave réunit six titres. Les 8 pistes du tascam donnent à ce premier EP un son résolument lo-fi et « garage » : les influences vont du Velvet Underground aux anglaises d'Electrelane. Quelques mois après la sortie de la cassette, une réédition vinyle signée Nominal Records (label canado-suisse) voit le jour. Cette double sortie permet alors au groupe d'effectuer une tournée dans les salles indépendantes de Paris et de France, s'assurant ainsi une première expérience live.

### Lost and Found
En 2017, dans son studio partagé de Montreuil, En Attendant Ana enregistre Lost and Found, un premier album de dix titres, produit par Nicolas Pommé et Guillaume Siracusa puis masterisé par Dominique Blanc-Francard. Dans la continuité de Songs from the Cave, il évoque le label néo-zélandais Flying Nun ou la compilation culte « C86 », des groupes comme Pram, The Shop Assistants, Stereolab ou Look Blue Go Purple. C'est à nouveau avec Buddy Records et Montagne sacrée qu'En Attendant Ana sort cet album en France, en Europe et en Australie. En même temps que sa sortie en France, Lost and Found sort aux États-Unis, en Angleterre et dans le reste du monde grâce à Trouble in Mind Records, label de Chicago dénicheur de talents d’Europe et d’ailleurs (The Limiñanas, The Shifters…). Le groupe rejoint le catalogue du label américain en 2018. Lost & Found emmène alors En Attendant Ana aux quatre coins de la France, en Europe (Suisse, Belgique, Hollande) et aux États-Unis pour une tournée sur la côte Est, de Chicago à Memphis en passant par Milwaukee, Cleveland, New-York, Boston, Philadelphie ou Nashville. L'album reçoit un bon accueil auprès du public et de la presse spécialisée française et anglo-saxonne,,,, et le groupe est qualifié par le magazine Gonzaï de « meilleur groupe de garage-pop français ».

### Juillet
Le groupe présente son deuxième album, Juillet, en janvier 2020, cette fois-ci exclusivement aux côtés de Trouble in Mind.
Avec la sortie de Juillet, le quintet parisien offre un set de dix morceaux teintés d'une nouvelle sophistication. Enregistré par Vincent Hivert et Alexis Fugain en une semaine au Studio Claudio dans la campagne Francilienne, Juillet développe une ambiance nouvelle, notamment du fait de l'arrivée du nouveau guitariste Maxence Tomasso, issu du groupe de garage Entracte Twist. L'album est encore une fois salué autant en France,,,  (figurant dans la liste des 666 disques incontournables selon le magazine français Rock & Folk) qu'outre-Atlantique,,,,, et est suivi d'une nouvelle tournée.
Là où le son de Lost & Found apparaissait sauvage et adolescent, les morceaux de Juillet, composés par le groupe en six mois, se concentrent sur les arrangements, la structure et l'écriture pour un album considéré par les critiques comme plus complexe et musicalement plus abouti.

### Principia
Début novembre 2022, le groupe publie le clip de Principia, premier single issu du troisième album alors en projet. Le second single est publié le 6 janvier 2023 : Same old story, assorti d'un clip réalisé par Ilhan Palayret.
L'album Principia sort le 24 février 2023, toujours chez Trouble in Mind Records. Il fait l'objet d'un accueil critique très positif, décrit dans Les Inrocks comme le « troisième album en clair-obscur qui consacre définitivement le talent du groupe parisien », et considéré par BenzineMag comme « leur meilleur album à ce jour » et « l’un des grands albums français de 2023 », notamment du fait du traitement des cuivres.
L'album est suivi d'une tournée à travers tous les États-Unis et de plusieurs dates de festivals français comme Rock en Seine.
En décembre 2023, le prestigieux Time Magazine classe Principia dans son top 10 des meilleurs albums de l'année,. Il est aussi classé 21e par Rolling Stones Magazine, 78e par Les Inrocks, et figure dans le best-of annuel d'Aquarium Drunkard et de Bandcamp.

## Membres

### Membres actuels
- Margaux Bouchaudon — voix, guitare, claviers
- Camille Fréchou — trompette, guitare, chœurs
- Adrien Pollin — batterie (depuis 2017)
- Maxence Tomasso — guitare (depuis 2018)
- Vincent Hivert — basse (depuis 2020)

### Anciens membres
- Pauline Marin — batterie (2015—2017)
- Romain Meaulard — guitare (2015—2018)
- Antoine Vaugelade — basse (2015—2020)

## Bases de données
- Ressources relatives à la musique :   - AllMusic
  - Bandcamp
  - Discogs
  - Last.fm
  - MusicBrainz
  - Muziekweb
  - Rate Your Music
  - Songkick
  - SoundCloud
- Ressource relative à l'audiovisuel :   - IMDb
- Notices d'autorité :   - ISNI